# 於大公園
於大公園（おだいこうえん）は、愛知県知多郡東浦町大字緒川にある公園。公園分類は総合公園。

## 歴史
2003年（平成15年）3月に開園した。於大公園という名称は、水野氏出身の於大の方（徳川家康の生母）に因んでいる。

## 特色
敷地面積は12.1ヘクタール。園内には桜や梅、花菖蒲などが植えられている。
緒川水野氏の菩提寺でもある乾坤院の東隣に位置する。マレットゴルフ場の傍には乾坤院が管理する水野家3代の墓が安置されている。
開園時に被爆クスノキ二世、被爆アオギリ二世が植樹された。

## 施設
- このはな館（※一部有料） - 管理事務室、展示ホール、図書コーナー、講習室があり、緑の相談などにも応じている。
- 薬木薬草園 - 約60種の薬草と約100種の薬木が植栽されている。
- 遊びの広場 - すべり台などの遊具が設置されている。
- オニバス池 - 町内で採取されたオニバスの他、南米原産のオオオニバスやパラグアイオニバスも栽培されている。
- プールゾーン（※有料）
- おもしろサイクル広場（※有料）
- マレットゴルフ場（※有料）
- バーベキュー広場（※有料）

## ギャラリー

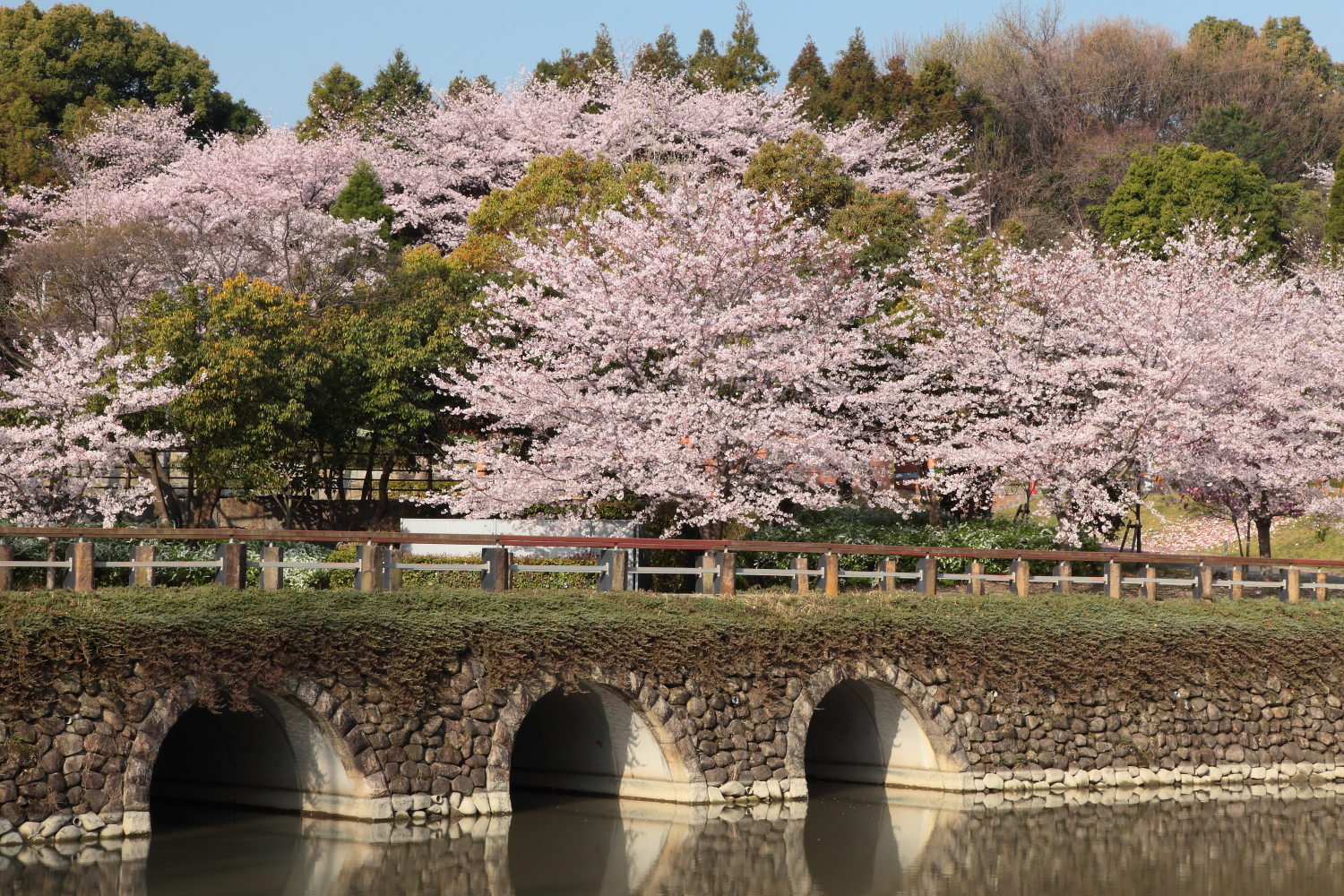
見頃の桜（2011年4月）
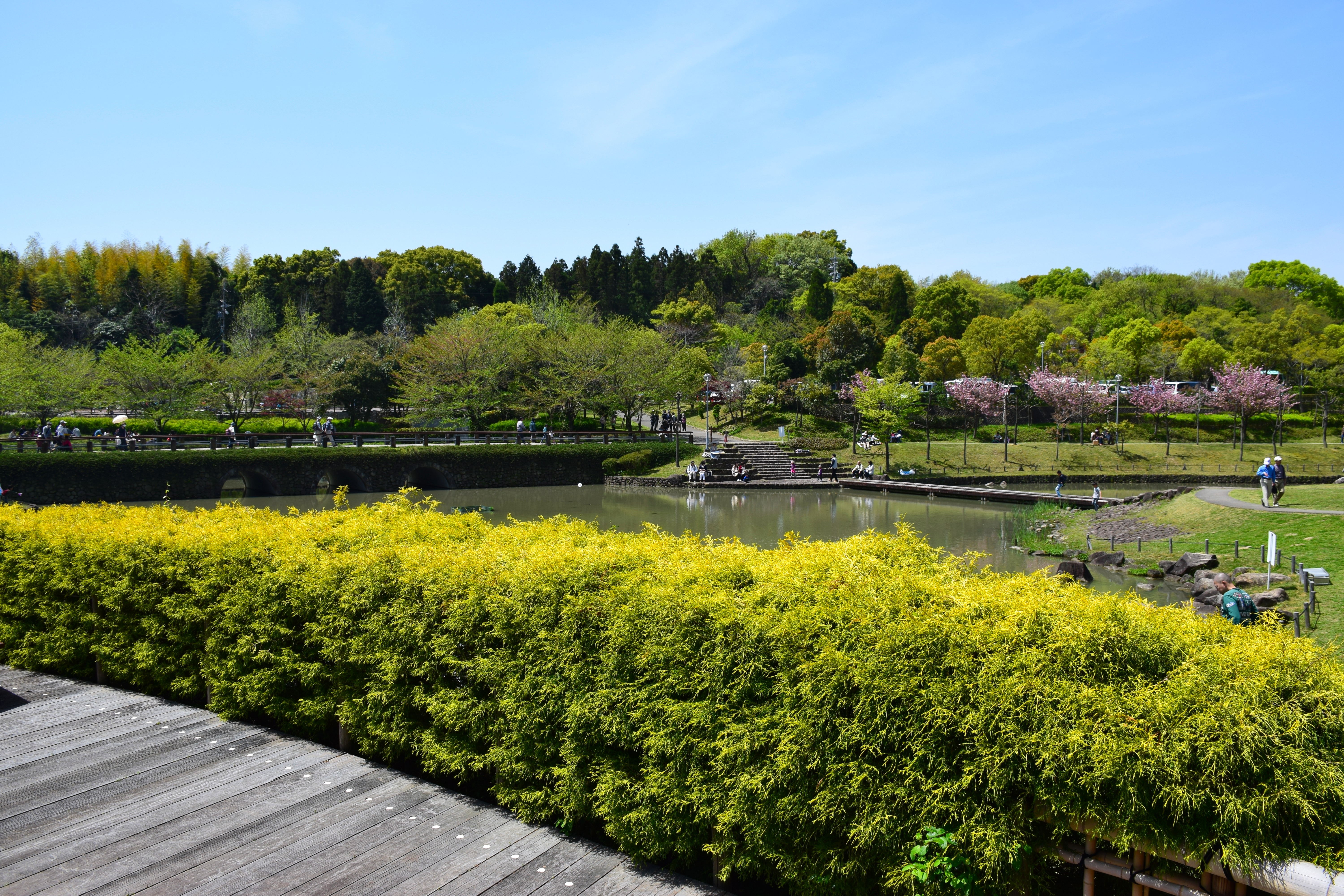
春季の大池（2015年4月）
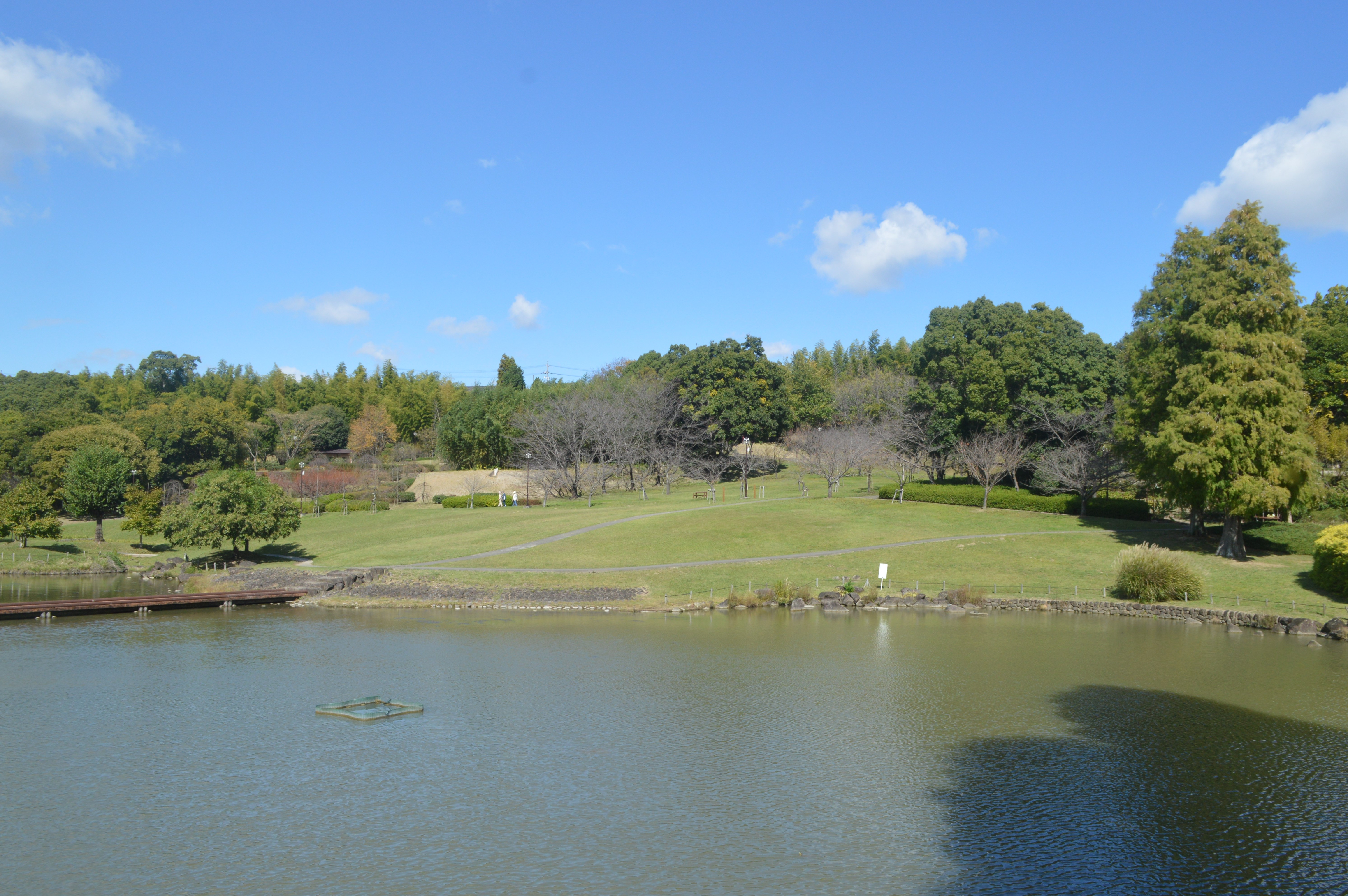
秋季の大池（2023年10月）
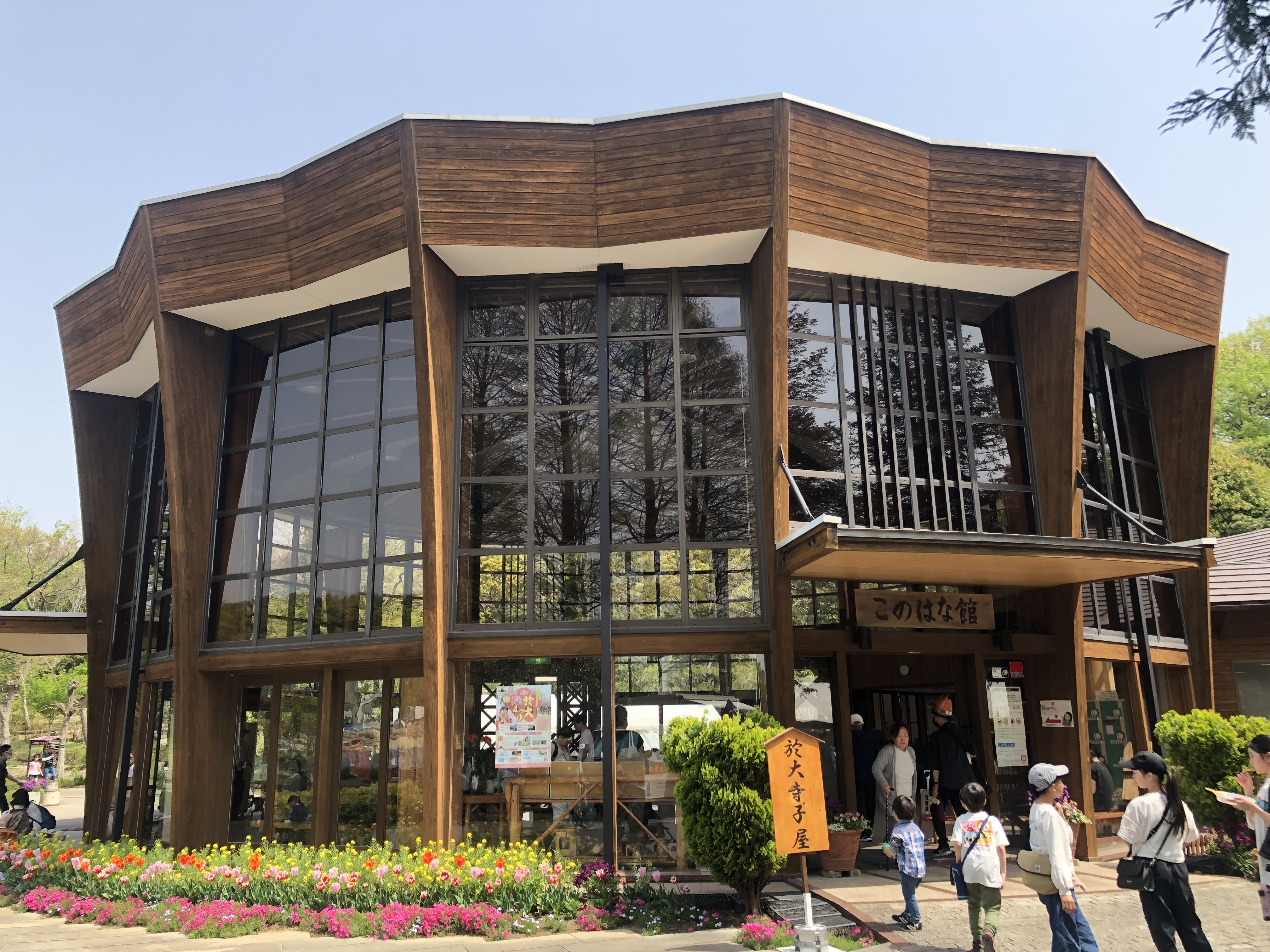
このはな館
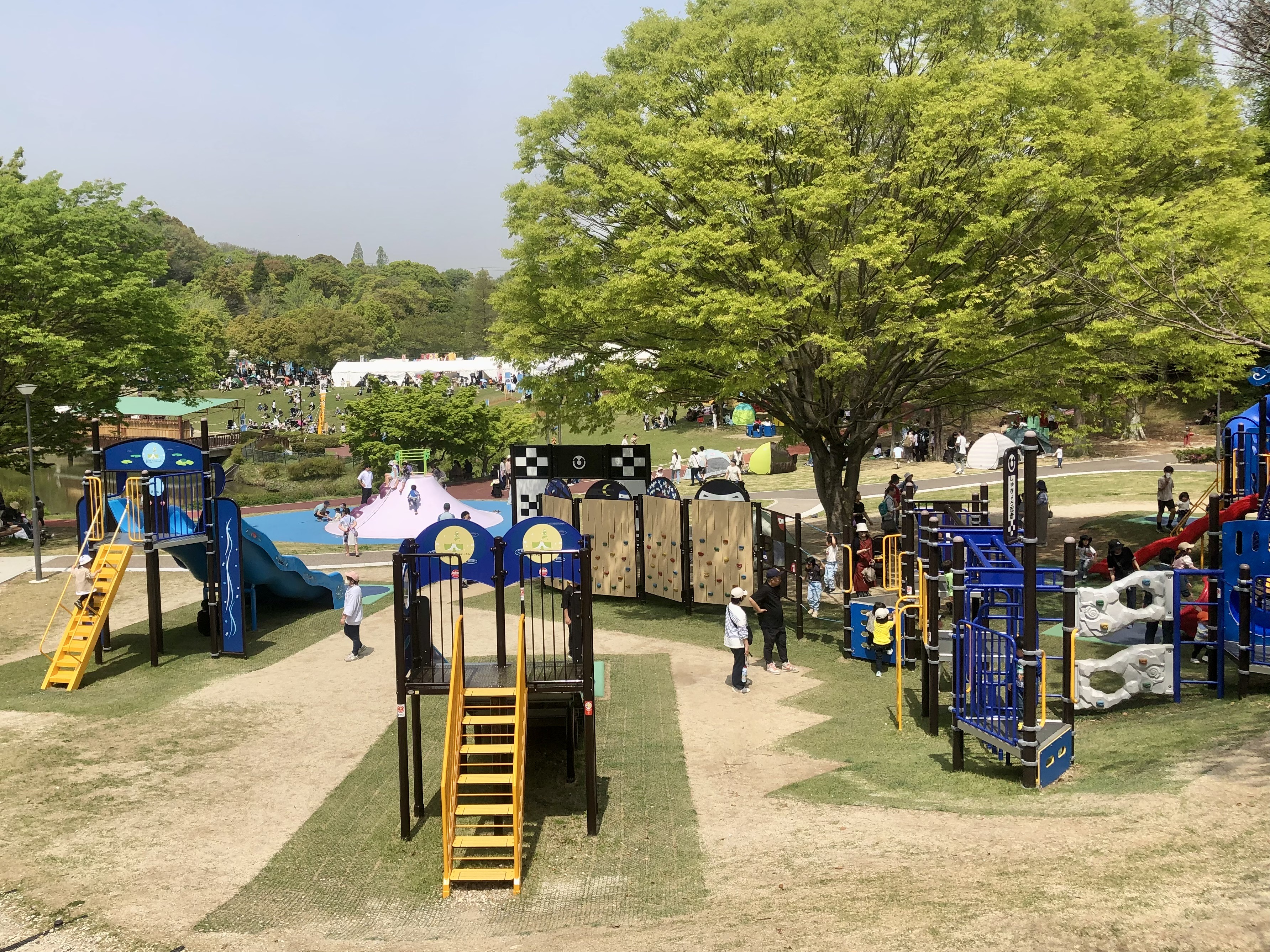
遊びの広場
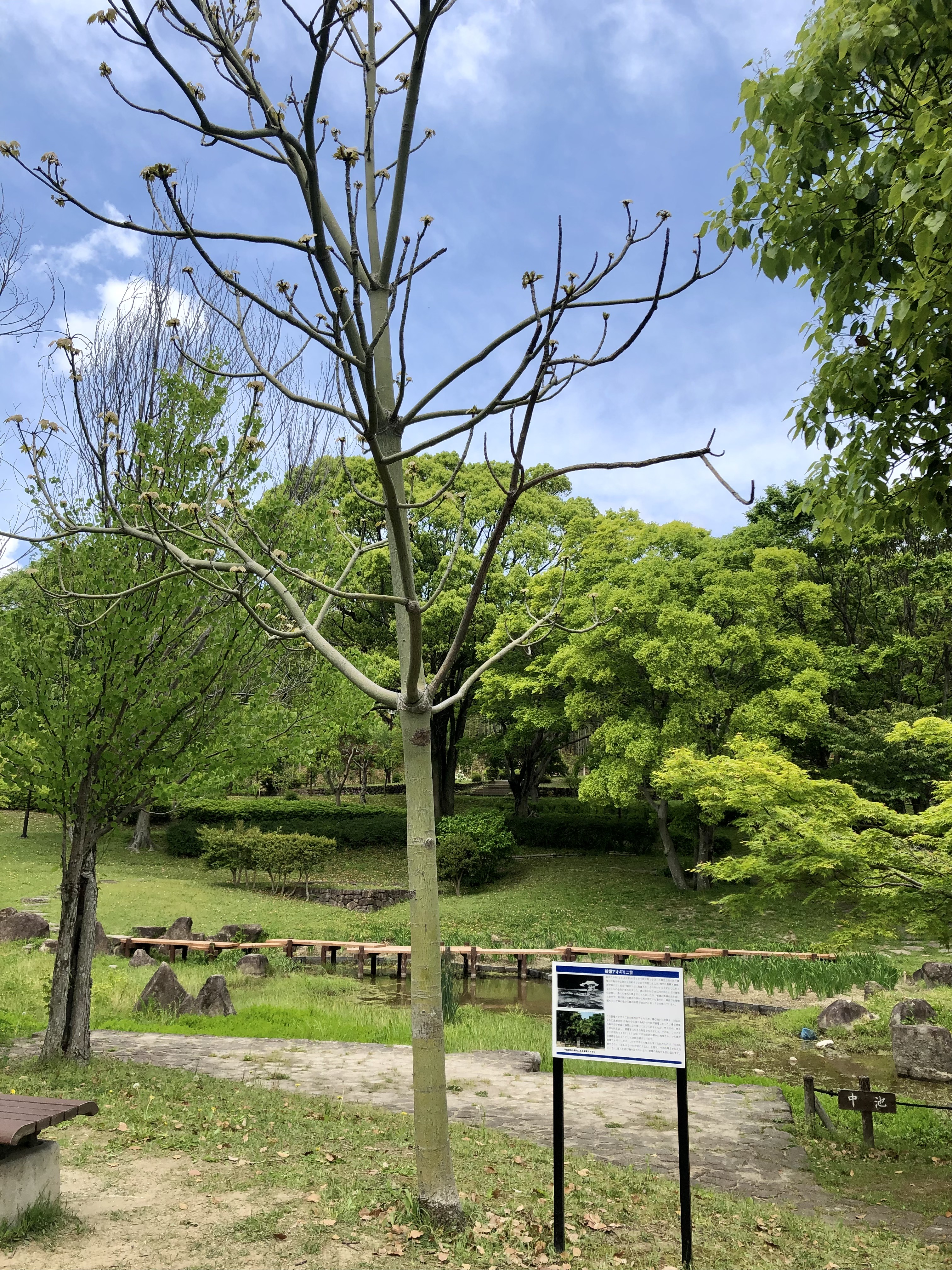
被爆アオギリ二世

## イベント
毎年4月第3土曜日には「於大まつり」が開催されている。於大の方、侍女、鎧を着た武将などの時代行列が明徳寺川の生い立ち広場から公園隣の乾坤院まで行われる。1989年度のふるさと創生事業において、明徳寺川の「於大のみち」設置とともに提案された事業であり、1994年（平成6年）4月に初開催された。

## 交通手段
- 知多半島道路 東浦知多ICから約5分。
- JR武豊線 緒川駅下車、徒歩で約15分。
- 東浦町運行バス「う・ら・ら」（2号線）の「於大公園南」停留所下車、緒川駅から約7分。